# Mistrzostwa Świata FIBT 1975
Mistrzostwa Świata FIBT 1975 odbyły się w dniu 15 lutego 1975 we włoskiej miejscowości Cervinia, gdzie rozegrano konkurencję męskich dwójek i czwórek bobslejowych.

## Dwójki
- Data: 15 lutego 1975

| Miejsce | Państwo    | Zawodnik                        | Czas |
| ------- | ---------- | ------------------------------- | ---- |
| 1       | Włochy     | Giorgio Alverà Franco Perruquet | -    |
| 2       | RFN        | Georg Heibl Fritz Ohlwärter     | -    |
| 3       | Szwajcaria | Fritz Lüdi Karl Häseli          | -    |

## Czwórki
- Data: 15 lutego 1975

| Miejsce | Państwo    | Zawodnik                                                           | Czas |
| ------- | ---------- | ------------------------------------------------------------------ | ---- |
| 1       | Szwajcaria | Erich Schärer Peter Schärer Werner Camichel Josef Benz             | -    |
| 2       | RFN        | Wolfgang Zimmerer Peter Utzschneider Albert Wurzer Fritz Ohlwärter | -    |
| 3       | Austria    | Manfred Stengl Gert Krenn Franz Jakob Armin Vilas                  | -    |

## Tabela medalowa
| Miejsce | Państwo    |   |   |   | Razem |
| ------- | ---------- | - | - | - | ----- |
| 1.      | Szwajcaria | 1 | 0 | 1 | 2     |
| 2.      | Włochy     | 1 | 0 | 0 | 1     |
| 3.      | RFN        | 0 | 2 | 0 | 1     |
| 4.      | Austria    | 0 | 0 | 1 | 1     |